# Elecciones municipales de Trujillo de 1963
Las elecciones municipales de Trujillo de 1963 se llevaron a cabo el 15 de diciembre de 1963 para elegir al alcalde y al Concejo Provincial de Trujillo para el periodo 1964-1966. La elección se celebró simultáneamente con elecciones municipales en todo el país. Por primera vez en la historia del Perú, las autoridades locales fueron elegidas por voto universal alfabeto y directo.

## Sistema electoral
La Municipalidad Provincial de Trujillo es el órgano administrativo y de gobierno de la provincia de Trujillo. Está compuesta por el alcalde y el Concejo Provincial.
La votación del alcalde y el concejo se realiza en base al sufragio universal alfabeto, que comprende a todos los ciudadanos nacionales mayores de veintiún años, empadronados y residentes en la provincia de Trujillo y en pleno goce de sus derechos políticos.
El Concejo Provincial de Trujillo está compuesto por 14 concejales elegidos por sufragio directo para un período de tres (3) años, en forma conjunta con la elección del alcalde (quien lo preside). La votación es por lista cerrada y bloqueada. Se asigna a cada lista los escaños según el método d'Hondt.

## Partidos y candidatos
A continuación se muestra una lista de los principales partidos y alianzas electorales que participaron en las elecciones:
| Candidatura | Candidatura | Partidos y alianzas | Candidatos | Candidatos            | Ideología                                           | Ref. |
| ----------- | ----------- | --- | ---------- | --------------------- | --------------------------------------------------- | ---- |
|             | AP–DC       | Lista - Alianza Acción Popular - Democracia Cristiana (AP–DC) – Acción Popular (AP) – Partido Demócrata Cristiano (DC)                          |            | Manuel Gamarra Pereda | Liberalismo Humanismo Democracia cristiana          |      |
|             | APRA–UNO    | Lista - Coalición Partido Aprista Peruano - Unión Nacional Odriísta (APRA–UNO) – Partido Aprista Peruano (APRA) – Unión Nacional Odriísta (UNO) |            | Guillermo Larco Cox   | Aprismo Conservadurismo social Populismo de derecha |      |

## Resultados

### Sumario general
|                        |                                                                        |              |              |              |            |            |
| Partidos y coaliciones | Partidos y coaliciones                                                 | Voto popular | Voto popular | Voto popular | Concejales | Concejales |
| Partidos y coaliciones | Partidos y coaliciones                                                 | Votos        | %            | +/−          | Total      | +/−        |
|                        | Coalición Partido Aprista Peruano - Unión Nacional Odriísta (APRA–UNO) | 41,187       | 79.69        | n/a          | 11         | n/a        |
|                        | Alianza Acción Popular - Democracia Cristiana (AP–DC)                  | 10,495       | 20.31        | n/a          | 3          | n/a        |
|                        |                                                                        |              |              |              |            |            |
| Total                  | Total                                                                  | 51,682       |              |              | 14         | n/a        |
|                        |                                                                        |              |              |              |            |            |
| Votos válidos          | Votos válidos                                                          | 51,682       | 88.64        | n/a          |            |            |
| Votos en blanco        | Votos en blanco                                                        | 2,940        | 5.04         | n/a          |            |            |
| Votos nulos            | Votos nulos                                                            | 3,686        | 6.32         | n/a          |            |            |
| Votos emitidos         | Votos emitidos                                                         | 58,308       | 87.79        | n/a          |            |            |
| Abstenciones           | Abstenciones                                                           | 8,107        | 12.21        | n/a          |            |            |
| Votantes registrados   | Votantes registrados                                                   | 66,415       |              |              |            |            |
|                        |                                                                        |              |              |              |            |            |
| Fuente:                |                                                                        |              |              |              |            |            |

### Concejo Provincial de Trujillo
| Cargo                            | Autoridad electa                  | Partido político | Partido político   |
| -------------------------------- | --------------------------------- | ---------------- | ------------------ |
| Alcalde Provincial de Trujillo   | Guillermo Larco Cox               |                  | Coalición APRA-UNO |
| Concejal Provincial de Trujillo  | Atilio Murgia Mengarda            |                  | Coalición APRA-UNO |
| Concejal Provincial de Trujillo  | Alfredo Santa María Calderón      |                  | Coalición APRA-UNO |
| Concejala Provincial de Trujillo | Teresa Guerra García de Rodríguez |                  | Coalición APRA-UNO |
| Concejal Provincial de Trujillo  | Miguel Angelats Quiroz            |                  | Coalición APRA-UNO |
| Concejal Provincial de Trujillo  | Ramón Moreno Cárdenas             |                  | Coalición APRA-UNO |
| Concejal Provincial de Trujillo  | Vicente Rosell Berendson          |                  | Coalición APRA-UNO |
| Concejal Provincial de Trujillo  | Alfredo Calderón León             |                  | Coalición APRA-UNO |
| Concejal Provincial de Trujillo  | Antonio Gonzales Villaverde       |                  | Coalición APRA-UNO |
| Concejal Provincial de Trujillo  | Roger Echeverría Salinas          |                  | Coalición APRA-UNO |
| Concejal Provincial de Trujillo  | Jorge Torres Vallejo              |                  | Coalición APRA-UNO |
| Concejal Provincial de Trujillo  | Marco Corcuera Díaz               |                  | Coalición APRA-UNO |
| Concejal Provincial de Trujillo  | José Landauro Valentini           |                  | Alianza AP-DC      |
| Concejal Provincial de Trujillo  | Julio Zelada Elorreaga            |                  | Alianza AP-DC      |
| Concejal Provincial de Trujillo  | Antonieta Arcila Cáceres          |                  | Alianza AP-DC      |

## Elecciones municipales distritales

### Sumario general
| Partidos y coaliciones | Partidos y coaliciones                                                 | Voto popular | Voto popular | Voto popular | Alcaldías | Alcaldías |
| Partidos y coaliciones | Partidos y coaliciones                                                 | Votos        | %            | +/−          | Total     | +/−       |
| ---------------------- | ---------------------------------------------------------------------- | ------------ | ------------ | ------------ | --------- | --------- |
|                        | Coalición Partido Aprista Peruano - Unión Nacional Odriísta (APRA–UNO) | 20,079       | 82.96        | n/a          | 13        | n/a       |
|                        | Alianza Acción Popular - Democracia Cristiana (AP–DC)                  | 1,992        | 8.23         | n/a          | 0         | n/a       |
|                        | Listas independientes distritales                                      | 2,132        | 8.81         | n/a          | 0         | n/a       |
|                        | Sin información disponible                                             | n/a          | n/a          | n/a          | 1         | n/a       |
|                        |                                                                        |              |              |              |           |           |
| Total                  | Total                                                                  | 24,203       |              |              | 12        | n/a       |
|                        |                                                                        |              |              |              |           |           |
| Votos válidos          | Votos válidos                                                          | 24,203       | 90.84        | n/a          |           |           |
| Votos en blanco        | Votos en blanco                                                        | 1,365        | 5.12         | n/a          |           |           |
| Votos nulos            | Votos nulos                                                            | 1,077        | 4.04         | n/a          |           |           |
| Votos emitidos         | Votos emitidos                                                         | 26,645       | n/d          | n/a          |           |           |
| Abstenciones           | Abstenciones                                                           | n/d          | n/d          | n/a          |           |           |
| Votantes registrados   | Votantes registrados                                                   | n/d          |              |              |           |           |
|                        |                                                                        |              |              |              |           |           |
| Fuente:                |                                                                        |              |              |              |           |           |

### Resultados por distrito
La siguiente tabla enumera el control de los distritos de la provincia de Trujillo.
| Distrito             | Alcalde(sa) electo(a)        | Partido político           | Partido político           |
| -------------------- | ---------------------------- | -------------------------- | -------------------------- |
| Ascope               | Segundo Sáenz Placencia      |                            | Coalición APRA-UNO         |
| Chicama              | Segundo Espino Bazán         |                            | Coalición APRA-UNO         |
| Chocope              | Manuel Olórtegui Cabanillas  |                            | Coalición APRA-UNO         |
| Huanchaco            | Humberto Flores Rada         |                            | Coalición APRA-UNO         |
| Laredo               | Modesto Rodríguez Ibáñez     |                            | Coalición APRA-UNO         |
| Magdalena de Cao     | Sin información disponible   | Sin información disponible | Sin información disponible |
| Moche                | Vicente Fernández Asmat      |                            | Coalición APRA-UNO         |
| Paiján               | Cicerón Abanto Urtiaga       |                            | Coalición APRA-UNO         |
| Rázuri               | Manuel Uriol Boy             |                            | Coalición APRA-UNO         |
| Salaverry            | Pablo Ferradas Vargas        |                            | Coalición APRA-UNO         |
| Santiago de Cao      | Pablo Sabana Gutiérrez       |                            | Coalición APRA-UNO         |
| Simbal               | Eliseo Leyva de la Cruz      |                            | Coalición APRA-UNO         |
| Víctor Larco Herrera | María Fernández Vda de Chang |                            | Coalición APRA-UNO         |
| Virú                 | Benjamín Morrillas Cabel     |                            | Coalición APRA-UNO         |